# Manuel Rodríguez Torices
Pour les articles homonymes, voir Manuel Rodríguez et Rodríguez.
Manuel Rodríguez Torices (24 mai 1788, Carthagène des Indes - 5 octobre 1816, Bogota) est un homme d'État colombien et ancien président des Provinces-Unies de Nouvelle-Grenade.